# قصیر (لبنان)
قصیر (به عربی: القصیر) یک منطقهٔ مسکونی در لبنان است که در شهرستان مرجعیون واقع شده‌است.